# Johann Peter Wültgens
Johann Peter Wültgens (* 1. Juli 1738 in Rath bei Düsseldorf; † 20. Oktober 1787 in Eschweiler) war Landwirt, Schultheiß von Kinzweiler und um 1780 Hofmeister und Burgpächter bei den Freiherren von Tripps auf der Burg Kinzweiler, später Bergwerksunternehmer im Aachener Steinkohlenrevier.
Der Eschweiler Kohlberg wurde von den Herzögen von Jülich-Kleve-Berg mal auf eigene Rechnung ausgebeutet, mal verpfändet, meist aber zu Lehen gegeben. 1784 entschied sich die kurfürstliche Regierung in Düsseldorf, den Schultheiß Wültgens mit einigen wertvollen Flözen zu belehen, was als Entschädigung für erlittenes Unrecht geschah: Um 1780 war er Schultheiß und Pächter der Burg Kinzweiler. 1784 wurde er von dem Verkauf seines Pachtbesitzes an die Grafen von Hatzfeld überrascht, welcher die sofortige Räumung der Burg verlangte, obwohl Wültgens' Vertrag noch 18 Jahre lief. Er erhielt als Entschädigung eine Belehung auf die Ausbeute der Eschweiler Steinkohlenflöze „Fornegel“, „Großkohl“ und „Krebs“ im Grubendistrikt „Hundend“ im südlichen Flügel des Indereviers und wurde Bergwerksunternehmer.
Schon 1785 erwarb er weitere Steinkohlenkonzessionen, unter anderem „Birkengang“ und „Centrum“ bei Pumpe-Stich sowie die Hälfte der Konzessionen von „Kleinkohl“, „Padtkohl“ und „Rapp“, und bemühte sich beharrlich um weitere, bis er 1787 über die Hälfte aller Anteile des Eschweiler Kohlbergs besaß. Seine Bestrebungen wurden von seinen Kindern Ferdinand, Katharina, Walburga und besonders Christine fortgeführt und zu einem großen Familienbesitz ausgebaut.
Ferner erwarb er den „Kirschenhof“ in der Eschweiler Altstadt und machte ihn zum Wohn- und Geschäftssitz der Familie Wültgens-Englerth.
Nach Wültgens wurde 2000 die „Wültgensstraße“, eine Nebenstraße des „Mühlenwegs“ in Eschweiler-Kinzweiler, benannt.